# Drona
En el texto épico indio Majabhárata (siglo III a. C.), Drona era el gurú de los Pandavas y los Kauravas, rey de una parte del reino de Pañchala y general de los kurus, esposo de Kripi y padre de Ashuatama.
- droṇa o droṇācārya, en el sistema AITS (alfabeto internacional de transliteración del sánscrito.
- द्रोण o द्रोणाचार्य, en escritura devanagari del sánscrito.

Era una encarnación parcial de Agni.
Era experto en artes militares avanzadas, incluidos los devastras (armas divinas).
El príncipe Aryuna (uno de los cinco hermanos Pándavas) era su estudiante favorito.

## Nacimiento e infancia
Drona nació en la zona de la actual ciudad de Dehradun (actual capital del estado de Uttar Khand) al pie de los Himalayas.
Recibió su nombre porque no fue gestado en un útero, sino fuera del cuerpo humano en un jarrón (drona).
En el Majabhárata (libro 1: Adi Parva, Sambhava Parva, sección 131.
 se cuenta dramáticamente la historia del nacimiento de Drona.
Bharadwash fue con varios compañeros ermitaños a orillas del río Ganges a realizar sus abluciones religiosas.
Allí vieron una mujer desnuda (que supusieron que era la apsara Gritachi) que había venido a bañarse.
Gritachi era una apsarā (especie de hermosas cortesanas, que se suponían que vivían con los gandharvas en su planeta; aunque existe la hipótesis de que los gandharvas eran tribus de los Himalayas).
En distintos momentos de su vida, Ghritachi fue amada por varios sabios célibes:
- Bharadwāja[3]
- Viasa,[4]
- Vishuá Mitra.[5]

Además fue esposa de
Pramati (y madre de Ruru),
de Raudráshua
y de Kuśa Nabha.
El sabio, que no conocía mujer, se llenó de deseo y experimentó una erección. Derramó varias gotas de semen, que Bharadwaya guardó en un drona (jarrón) al que llenó de ghi (mantequilla clarificada) y enterró bajo tierra. Después de varios meses sacó el drona de la tierra, y en él había un bebé completamente formado, al que llamó Drona.
Drona ya adulto se enorgullecía de nunca haber tocado los genitales de una mujer, ni siquiera los de una madre.
Drona era muy pobre, pero estudió hinduismo y artes marciales junto con el entonces príncipe de Panchala, Drupada.
Drupada y Drona se hicieron muy amigos, y Drupada, juguetón, le prometió que cuando ascendiera al trono de Panchala le daría la mitad de su reino.
Drona se casó con Kripi, la hermana de Kripa, el gurú de los príncipes de Jastina Pura.
Kripi y Drona tuvieron un hijo: Ashua Tama.

### Gurú Parasurama
Drona se enteró de que Parasurama estaba regalando los frutos de su penitencia a los bráhmanas, por lo que se acercó a él para pedirle limosna.
Desafortunadamente cuando Drona llegó, Parasurama ya les había dado todo a muchos bráhmanas y no le quedaba nada.
Sintió pena por Drona, por lo que decidió impartirle su conocimiento sobre artes del combate.

### Drona y Drupada
Para mejorar la vida de su esposa y su hijo, Drona trató de salir de la miseria.
Recordó la promesa que le había hecho su amigo de la infancia Drupada, por lo que decidió visitarlo y pedirle ayuda.
Sin embargo el rey Drupada se negó incluso a reconocer a Drona y lo humilló considerándolo un ser inferior.
Drupada le dio a Drona una erudita explicación de por qué lo rechazaba.
La amistad solo es posible entre personas de parecido poder.
Cuando eran niños era posible ser amigos, porque a esa edad todos son iguales, pero ahora Drupada se había vuelto rey mientras que Drona seguía siendo un indigente sin fortuna.
Bajo esas circunstancias, no era posible ninguna amistad.
Sin embargo, estaba dispuesto a darle alguna limosna si Drona la pedía (como es la costumbre de los sacerdotes ante los reyes, en la India) y si no reclamaba ningún derecho como amigo.
Drupada le aconsejó a Drona que dejara irse ese tema, y no volviera a mencionarlo.
Drona se fue en silencio, pero juró vengarse.

## Leyendas de Dronacharia
La leyenda de Drona Acharia como gurú y guerrero excede la mitología hinduista e influencia aun hoy las tradiciones sociales de la India.
Drona inspira grandes debates acerca de moralidad y dharma en el Majabhárata.

### La pelota y el anillo
Drona caminó a Jastina Pura para conseguir trabajo como maestro de los hijos del rey Dhritarashtra.
Al llegar vio a los niños (los Kauravas y sus primos los Pándavas) reunidos alrededor de un pozo de agua.
Les preguntó qué pasaba, y Iudishtira, el mayor, le explicó que se les había caído una pelota en el pozo y no sabían cómo recuperarla.
Drona rio y reprendió a los príncipes por no saber resolver un problema tan simple.
Iudishtira replicó que si él, un bráhmana, les podía recuperar la pelota, el rey de Jastinapur le daría para sus necesidades básicas de por vida.
Drona primero se quitó un anillo que tenía en el dedo, juntó varias briznas de hierba y pronunció varias palabras mágicas.
Luego tiró las briznas una tras otra, como si fueran lanzas.
La primera brizna se clavó en la pelota, la segunda brizna se clavó en la primera, y así sucesivamente, formando una cadena.
Finalmente Drona pudo extraer la pelota con esta «soga» de hierbas.
Luego, ante el asombro de los príncipes, Drona recitó otras palabras mágicas y tiró una brizna de hierba en el pozo.
La brizna pasó por el centro del anillo y salió volando del pozo, recuperando el anillo de Drona.
Entusiasmados, los niños llevaron a Drona a la ciudad, e informaron este incidente a su abuelo Bhishmá.
Bhishmá se dio cuenta de que este bráhmana era Drona, y le pidió que se convirtiera en gurú de los príncipes Kuru, y los entrenara en artes marciales avanzadas.
Drona estableció su escuela gurukula (‘casa personal del maestro’) en las afueras de la ciudad de Jastina Pura.

### La escuela de Drona
En la actualidad, los hinduistas creen que este gurukula se convirtió en la ciudad de Gurgaon (que originalmente se llamaba Gurúgrama, ‘la aldea del maestro’ (siendo gurú: ‘maestro’ y grāma: ‘aldea’).
Esa tierra le habría sido dada por Iudishtira, que se había convertido en el rey de Jastinapur, en reconocimiento por sus enseñanzas de las artes marciales.
Todo en esta ciudad está relacionado con el nombre de Drona. Por ejemplo, existe un «estanque Dronacharia».
Pero no es posible que Gurgaón haya sido el gurukula de Drona en las afueras de Jastinapura, ya que se encuentra a 150 km al suroeste del sitio donde se encontraba Jastinapura (y 40 km al suroeste del centro de la actual Nueva Delhi).

### Su amor hacia Aryuna
De todos los hermanos Kauravas y Pándavas que se entrenaron bajo Drona, Aryuna emergió como el más dedicado, trabajador y con talento natural de todos ellos, superando incluso al propio hijo de Drona, Ashwathama.
Aryuna servía asiduamente a su maestro, quien estaba impresionado por su pupilo.
Aryuna sobrepasó las expectativas de Drona en varios desafíos.

### La concentración en el pájaro
Todo colegial indio ha escuchado muchas veces la historia de la proverbial concentración de Aryuna en el estudio. En una ocasión, Drona convocó a sus estudiantes y, uno por uno, les pidió que le dieran un flechazo exactamente al ojo de un ave que estaba quieta sobre un árbol cercano.
Primero le tocó el turno al príncipe Iudishtira. Cuando tensó el arco, Drona —situado cerca de él— le preguntó qué veía.
El joven le respondió que veía el pájaro sobre el árbol.
Drona le preguntó si era capaz de ver algo más, e Iudishtir le respondió con la verdad: podía ver el árbol, el bosque, el río, a sus hermanos, y al propio Drona.
Drona le ordenó que bajara el arco y dejara pasar al siguiente estudiante.
El siguiente, Bhima, dio la misma respuesta, y Drona también lo hizo desistir, desalentado.
Pero cuando llegó el turno de Aryuna, este había entendido qué respuesta esperaba el gurú.
Entonces dijo que todo lo que veía era el ojo de su presa.
Cuando Drona, excitado, le preguntó qué más veía, Aryuna le dijo que no podía ver nada más. Drona le pidió disparar y Aryuna acertó al pájaro en el ojo.
Tal es un ejemplo clásico de su capacidad de concentración.

### El arquero negro Ekalavia
Ekalavia era un joven príncipe de las tribus nishadha, que vino a la escuela de Drona para ser instruido.
El codicioso Aryuna estaba preocupado porque su posición como el mejor guerrero del mundo había sido superada.
Drona vio la tristeza de Aryuna y visitó a Ekalavya con los príncipes.
Ekalavia reconoció a Drona y lo sirvió.
Drona le preguntó a Ekalavya cómo había obtenido su talento para el arco, y Ekalavia respondió que había practicado durante años, y había adorado un muñeco de barro con la forma de Drona.
Drona le dijo entonces que correspondía que Ekalavia le diera su gurú dákshina (el regalo que se le debe dar al maestro en gratitud por sus enseñanzas) y que Drona aceptaría el pulgar de la mano derecha (fundamental para disparar con el arco).
Ekalavia sin dudarlo se cortó el dedo y se lo dio al malvado Drona.
Así se acabó la carrera de Ekalavia como arquero.

### El arquero pobre Karna
Drona similarmente rechazó a Karna, ya que él no pertenecía a la casta chatría.
Humillado, Karna juró vengarse.
Se hizo pasar por bráhmana, y consiguió que el violento bráhmana Parasrama le enseñara las artes de la arquería, superando al chatría Aryuna.

### La venganza contra Drupada
Al completar el entrenamiento de los Pándavas y los Kauravas, Drona les pidió como gurú dákshina que fueran a secuestrar al rey Drupada.
Duriodhana nombró a Vikarna (el mejor guerrero de los Kauravas) como comandante en jefe.
Luego él, Dushasana, Sudarshana, Yuyutsu, Vikarna y los restantes Kauravas atacaron el reino de Panchala con el ejército de Jastinapur army.
No pudieron derrotar el ejército panchala, por lo que Drona envió a Aryuna y sus hermanos a cumplir esta tarea.
Los cinco Pándavas atacaron Panchala sin ejército.
Aryuna capturó a Drupada tal como se le había ordenado.
Drona entonces tomó la mitad del reino de Drupada, convirtiéndose así en su igual.
Perdonó a Drupada por su maldad, pero Drupada juró vengarse.
Realizó un iagñá para tener un hijo que matara a Drona y una hija que se casara con Aryuna (para poder controlarlo).
Tuvo a Dhrishta Diumna (que mataría a Drona) y a Draupadī (que se casaría con los cinco hermanos Pándavas).

## Drona en la guerra
Drona reprendió fuertemente al malvado príncipe Duriodhana y a sus hermanos por el tratamiento abusivo contra los Pándavas, y por usurpar su reino, enviándolos al exilio.
Pero como tenía sus intereses económicos puestos en Jastinapura, Drona peleó contra Pándavas.
Drona fue uno de los guerreros más poderosos y destructivos en la batalla de Kurukshetra.
Según la leyenda, él solo mató a cientos de miles de soldados Pandavas con su repertorio de armas místicas y su increíble talento para matar.
Después de la caída del abuelo Bhishmá, Drona se convirtió en el comandante en jefe del ejército Kuru.

### Muerte de Drona
El rey dios Krishná (que estaba del lado de los Pandavas en la guerra) planeó una manera de matar a Drona. Iudhishthira le diría a Drona que su hijo Ashwathama había muerto, para que el destructivo e invencible comandante Kuru bajara su guardia y pudiera ser matado.
Pero Iudhishthira se negó a mentir.
Entonces Bhimá mató a un elefante llamado Ashwathama, se acercó a la zona donde estaba Drona y comenzó a gritar que había matado a Ashwathama. Drona no le creyó, y como sabía que Iudhisthira nunca mentiría, se acercó a él con su cuadriga para pedirle confirmación. Iudhisthira —que no podía mentir, pero que sabía que si Drona seguía peleando finalmente perderían la batalla— proclamó dramática: «Ashwathama ha muerto, ciertamente», y agregó en voz baja (para que no lo escuchara Drona): «el elefante, ciertamente»
Krishná sabía que Iudhisthira diría eso, por lo que hizo que todos los guerreros hicieran un ruido ensordecedor de alegría con sus armas, sus tambores y timbales, que taparon las últimas palabras.
Drona quedó herido de muerte por las palabras, y dejó las armas a un lado, sin más deseo de vivir. Entonces Dhristadyumna (el hijo del rey Drupada) aprovechó y le cortó la cabeza de un sablazo.
Después de haber dicho esa media mentira, las ruedas del carro de Iudhishthira (que no tocaban el suelo debido a su nobleza) tocaron el suelo. Inmediatamente mató a Shalya, el rey de Madra y último comandante kuru.

El Gobierno de India da anualmente el premio Dronacharya Award al mejor entrenador o instructor.